# Neotama corticola
Neotama corticola là một loài nhện trong họ Hersiliidae.
Loài này thuộc chi Neotama. Neotama corticola được miêu tả năm 1937 bởi George Newbold Lawrence.